# Macrocilix orbiferata
Macrocilix orbiferata är en fjärilsart som beskrevs av Walker 1862. Macrocilix orbiferata ingår i släktet Macrocilix och familjen sikelvingar. Inga underarter finns listade i Catalogue of Life.